# Рудолф Габерц
Рудолф Габерц (Бегуње, 14. април 1923 — Бегуње, 20. октобар 2005.) био је словенчаки сликар и професор Факултета ликовних уметности у Београду.

## Биографија
Рудолф Габерц је похађао класичну гимназију у Клагенфурту, коју је успешно завршио на немачком језику 1944. Од 1943. је сарађивао на ослободилачком фронту, а 1944. отишао је у партизане.
Као активни официр Југословенске народне армије, остао је у војној служби до 1951. године, када је на лични захтев демобилисан. Уписао је сликарски одсек Академије ликовних уметности у Београду. Студије је завршио 1956. године, две године касније постао је асистент професору Милуновићу, а 1961. постао је доцент за предмет пластична анатомија на Академији ликовних уметности у Београду. Похађао је бројне курсеве у Паризу, Берлину и Бечу. 
Био је утемељивач Пластичне анатомије на приштинској Академији ликовних уметности (сада Факултет уметности у Звечану), на коме је предавао од оснивања 1973. Неколико семестара је предавао и на београдском Факултету примењених уметности. Од 1966. до 1969. био је продекан и декан Факултета ликовних уметности у Београду.
Поред бројних изложби сликарства у Србији, одржао је и неколико самосталних изложби у Словенији: 1960. и 1963. у Крању и 1964. на Бледу. Ликовни критичари његово дело сврставају у интимизам и поетски реализам, сликарски правац који се почетком 1960-их удаљио од раније наметнутог соцреализма и тема НОБ-а.
Рудолф Габерц је такође написао веома популарну књигу Пластична анатомија човека, и превео књигу Пластична анатомија животиња од Вилхелма Танка.
Београдски уметници одали су почаст његовом сећању 2007. године, када су приредили његову ретроспективну изложбу поводом 70 година Академије ликовних уметности у Београду. 